# La Place
Pour les articles homonymes, voir La Place (homonymie).
Pour le groupe rock, voir La Place (groupe).
La Place est un roman à caractère autobiographique publié en 1983 par Annie Ernaux aux éditions Gallimard et récompensé par le prix Renaudot en 1984.

## Écriture de l'autobiographie
Cette auto-socio-biographie a été écrite entre novembre 1982 et juin 1983. Annie Ernaux y relate ses souvenirs d'enfance de façon fragmentaire, l'histoire étant dépendante de sa mémoire. Elle confie que le récit est « né de la douleur d'avoir perdu [son] père », ce qui est la raison pour laquelle elle a désiré écrire sur lui.
Ernaux adopte dans ce texte une « écriture plate » telle qu'elle désigne elle-même le style minimaliste qu'elle continuera d'employer dans ses œuvres ultérieures : des phrases simples, un vocabulaire précis, débarrassé de toute forme d'affectation et un point de vue neutre, d'autant plus notable qu'il s'agit ici d'une autobiographie. Ce choix stylistique fait aussi écho à la démarche quasi sociologique, « autosociobiographique » de l'autrice.

## Résumé
L'histoire commence par la mort de son père, puis effectue un long retour en arrière sur sa vie. L'autrice, dès les premières pages, annonce son style littéraire : elle compte décrire la vie de son père le plus froidement possible, dans une écriture plate, sans émotion, telle qu'elle lui vient naturellement. Le livre entier est une mise en application de ce principe : le récit d'une vie simple, à l'aide d'un vocabulaire simple, dans des phrases dépouillées à l'extrême. Le récit est écrit dans une structure similaire à un chiasme, il commence avec la mort de son père, continue avec les tous début de la vie de celui-ci, et finit par sa mort. 
L'ouvrage retrace la vie du père, tout d'abord paysan devenu ensuite ouvrier d'usine pour tenter d'améliorer son sort, puis enfin tenancier d'un café-épicerie. Il se prolonge par le transfert sur la fille du destin à réaliser grâce aux études, l'affaire de café-épicerie ne suffisant pas à satisfaire les espoirs d'une vie meilleure, et couvre la période allant jusqu'à la mort du père et au mariage de l'autrice. Le récit est entrecoupé de réflexions sur le rôle de l'écriture ;  Annie Ernaux cite d'ailleurs en introduction Jean Genet pour donner le sens du livre : « Je hasarde une explication : écrire c’est le dernier recours quand on a trahi ». La trahison ici est celle de ses origines, quand elle quitte le milieu ouvrier puis cache ses origines à son nouvel environnement.

## Éditions
- La Place, éditions Gallimard, 1983. Coll. Folio Poche, 113 p.  (ISBN 2-07-037722-9)
- La Place, extraits lus par l'autrice, musique de Jean-Jacques Birgé, Francis Gorgé et Michèle Buirette, Ed. Ducaté, cassette (1988)
- (de) Trad. Sonja Finck (de): Der Platz. Suhrkamp, Berlin 2019
- Inclus dans Écrire la vie, compilation Quarto, Gallimard, 2011
- Édition en livre audio, lu par Dominique Blanc, Gallimard, 2022

## Réception
Le livre est très bien accueilli à sa sortie, par Le Monde qui parle d'« une sensible histoire d’amour  » et par Le Figaro qui qualifie le livre « d'exceptionnel […], d'intense et extrêmement puissant ». Le livre, récompensé par le prix Renaudot, au quinzième tour de scrutin par six voix contre quatre à l'ouvrage de Christian Giudicelli, Le Point de fuite, se vend à 100 000 exemplaires.